# ألين وطفة
ألين وطفة (31 ديسمبر1980-) عارضة أزياء مذيعة ومقدمة برامج تلفزيونية لبنانية

## حياتها
ولدت في عيناتا الأرز التحقت بمدرسة Central School في جونية، ثم دخلت جامعة EISG للتخصص بإدارة الأعمال.

### حياتها الأسرية
في 27 يوليو2018 تزوجت من رجل الأعمال خالد المولى، في جبيل وتحديدًا في ميناء المدينة بحضور عدد من وجوه الفن والإعلام
في يناير 2020 رزقت بابنتها «لامار»

### مشوارها المهني
انضمت إلى شركة ميوزيك ماستر، وبعد التخرج من الجامعة عملت كمنسقّة للفنانين لمدة عامين.وعملت ك Artist Coordinator. قدمت برنامج «قربت تنحل» على قناة الجديد
شاركت في مسابقة ملكة جمال لبنان عام 2004 على شاشة ال بي سي، وحينها كانت المسابقة تصوّر للمرة الأولى على طريقة تلفزيون الواقع، ووصلت ألين إلى التصفيات النهائية.بعد مسابقة ملكة جمال لبنان لمس معظم الناس حبها وتقديم البرامج.
لذلك شركة باك، لملكة جمال لبنان ، على إلين فرصة الانضمام لبرنامج جديد مباشر هو على هواكم على شاشة الـ ال بي سي .ظهرت لمرّة واحدة فقط في تصوير فيديو كليب ل كاظم الساهر  صباحك سكّر  .
لاحقاً دخلت إلى مجال التقديم الإعلامي، في مرحلة لاحقة، أصبح طموح بتقديم برنامج خاص بها يناسب شخصيتها.
انتقلت إلى مجموعة ام بي سي ثم جاء حلمها الحقيقي من خلال تقديم برنامج  ستايل  على ام بي سي 1 خلال السنوات الـ 9الماضية.طوال هذه السنوات كانت وطفة قادرة على تحقيق أحلامها، كالسفر، وتغطية أهم اسابيع الموضة في العالم، ومقابلة قائمة من مشاهير هوليوود ومصممي الأزياء.وفي عام 2013 حققت مقدمة برنامج ستايل إنجازاً جديداً بتنصيبها سفيرة ماركة سيفورا في العالم العربي، وفي عام 2014 اختيرت لتكون اللبنانية الأولى كوجة إعلاني لماركة مستحضرات التجميل  Maybelline New York